# Our Music
Our Music è un album di Burning Spear, pubblicato dalla Burning Music Records nel 2005. Il disco fu registrato al The Magic Shop Recording Studio di New York (Stati Uniti).

## Tracce
Testi e musiche di Winston Rodney
1. Our Music – 4:52
2. Try Again – 5:00
3. Down in Jamaica – 4:15
4. Together (Extended Mix) – 6:21
5. Friends – 4:29
6. O'Rastaman (Extended Mix) – 7:13
7. Fix Me – 3:56
8. Walk – 3:25
9. One Marcus – 4:41
10. My Duty – 3:55
11. Little Garvey (Extended Mix) – 7:10

## Musicisti
- Winston Rodney - voce, percussioni, arrangiamenti, accompagnamento vocale
- Chino (Chinna) Smith - chitarra solista
- Ian Beety Coleman - chitarra solista, chitarra base, chitarra ritmica
- Andy Bassford - chitarra solista
- Cecil Ordonez - chitarra solista (brano: Fix Me)
- Donovan MacKity - chitarra solista
- Linford Carby - chitarra ritmica
- Michael Hyde - tastiere
- Earl Appleton - tastiere (brani: My Duty e Little Garvey)
- Kevin Batchelor - tromba
- Jason Jackson - trombone
- Jerry Johnson - sassofono
- I Palmer - basso
- David Rekhley - basso (brani: My Duty e Little Garvey)
- Leroy Horsemouth Wallace - batteria
- Karl W. Wright - batteria (brani: My Duty e Little Garvey)
- Num (H.S. Amuntehu) - percussioni, accompagnamento vocale
- Patrick Gordon - accompagnamento vocale, coro
- Simone Gordon - accompagnamento vocale, coro
- Melanie Lynch - accompagnamento vocale, coro
- Celia Chavez - accompagnamento vocale, coro
- Marie Thomas - accompagnamento vocale, coro
- Joanne Williams - accompagnamento vocale, coro[1]